# Herberts Cukurs
Herberts Cukurs (Liepaja, Letônia, 17 de maio de 1900 - Ciudad de la Costa, Uruguai, 23 de fevereiro de 1965) foi um capitão aviador da Força Aérea Letã, engenheiro aeronáutico, jornalista, escritor e membro do Comando Arajs (uma organização nazista).
Herberts Cukurs era natural de Liepaja, a uns 170 km a sudoeste de Riga, a capital letã. Ficou famoso mundialmente pelos raids (voos a longa distância) que realizou na década de 1930, onde escreveu seu nome e do seu país na história da aviação mundial. Ficou conhecido mundialmente como “o Lindbergh letão”.
Imigrou para o Brasil em 4 de março de 1946 e morou em Niterói, Santos, Rio de Janeiro e São Paulo. Em depoimentos à polícia brasileira, Herberts Cukurs admitiu ter colaborado com a Alemanha Nazista contra a União Soviética durante a Segunda Guerra Mundial. Antes de embarcar para Montevidéu, no Uruguai, deixou com a esposa uma foto de Anton Kuenzle, identidade falsa do agente do Mossad, com quem iria fazer negócios no Uruguai. Foi executado por agentes da inteligência israelense em 23 de fevereiro de 1965, na Operação Riga, encabeçada por Kuenzle. O corpo foi encontrado pela polícia uruguaia em 6 de março de 1965.
Acusado de cometer inúmeros crimes de guerra durante a ocupação nazista da Letônia (1941-1944), Cukurs ficou conhecido como o "Carniceiro de Riga".

## Carreira como aviador
Considerado um pioneiro na aviação de longa distância, ele ganhou atenção internacional na década de 1930 com seus voos (Letônia-Gâmbia e Riga-Tóquio). Ele chegou a ser condecorado com o Troféu Harmon, na Letônia, em 1933, e foi considerado um herói nacional. Por sua contribuição para a aviação moderna, chegou a ser comparado com Charles Lindbergh.
Cukurs construiu pelo menos três aeronaves sozinho. Em 1937, ele fez uma visita ao Japão, China, Indochina, Índia e Rússia, voando em um monoplano C 6 de madeira chamado "Trīs zvaigznes" (nº de registro YL-ABA), de design que ele mesmo criou. Ele também desenhou o Cukurs C-6bis, um protótipo de bombardeiro de mergulho, em 1940.

## Participação no Holocausto
Em 1941, logo no começo da ocupação da Letônia pela Alemanha Nazista durante a segunda guerra mundial, Heberts Cukurs se alistou no chamado Arajs Kommando, uma unidade militar subordinada a Sicherheitsdienst, que por sua vez respondia a SS. De acordo com o historiador Andrew Ezergailis, no livro The Holocaust in Latvia, 1941-1945, Cukurs foi um dos líderes das atrocidades cometidas no gueto de Riga e no massacre de Rumbula de 30 de novembro de 1941. Alguns historiadores (e o próprio Cukurs) negam o fato de ele ter participado dos crimes perpetrados pelos nazistas. Contudo, o consenso entre os historiadores, baseados em evidências da época e relato de testemunhas, afirmam que ele esteve diretamente envolvido em vários massacres, como o afogamento de 1 200 judeus em um lago frio, a queima de uma sinagoga em Riga (com várias pessoas dentro) e, mais notoriamente, no sistemático assassinato de 10 600 pessoas em uma floresta próxima de Riga.

## Morte
Mencionado diversas vezes nos autos do julgamento de Nuremberg, Herberts fugiu para o Brasil (via França) e abriu uma pequena empresa de táxi aéreo. Em 1965, contudo, foi assassinado em Montevidéu por agentes israelenses do Mossad, por ser considerado um criminoso nazista de guerra. Seu algoz se aproximara de Cukurs quando este ainda morava em São Paulo, local onde vivia usando seu verdadeiro nome e com endereço conhecido. Anton Künzle, o agente incumbido de matá-lo, teve uma clara chance de fazê-lo logo no início de sua "relação de amizade" com ele, numa ocasião em que os dois praticavam tiro ao alvo em local ermo na cidade de São Paulo. Künzle ganhou a confiança de sua vítima alegando ser austríaco e ex-oficial nazista. O tempo passou e Künzle acabou atraindo Cukurs até Montevidéu, capital do Uruguai, em busca de uma suposta oportunidade de negócios. Cukurs terminou por ser emboscado numa casa isolada, na qual foi surpreendido por outros agentes do Mossad, que o espancaram e tentaram ler uma pequena sentença de morte, porém, apesar de idoso, Cukurs encontrava-se em boa forma física, e lutou ferozmente contra os jovens agentes, o que fez com que um deles disparasse dois tiros em sua cabeça antes de ler sequer uma única linha. Seu corpo foi colocado num baú juntamente com a sua sentença, e só foi encontrado pela polícia onze dias depois, em avançado estado de putrefação.